# Чавдаров Сава Христофорович
Са́ва Христофо́рович Чавда́ров (*28 липня (9 серпня) 1892, Бешалма — †20 вересня 1962) — український та радянський  педагог, член-кореспондент Академії педагогічних наук РРФСР.

## Біографія
Народився 28 липня (9 серпня) 1892 року в селі Бешалмі (тепер Комратського округу Гагаузії Молдови). У 1917 році закінчив Київський університет. У 1917—1930-х роках викладав українську і російську мови в школах, педагогіку й методику української і російської мов у педагогічних вузах Києва. У 1939—1941 і з 1944 року — професор педагогіки Київського університету, в 1941—1943 роках — Сухумського педагогічного інституту, в 1944—1960 роках — завідувач кафедрою педагогіки Київського університету. У 1944 — січні 1956 року — директор Науково-дослідного інституту педагогіки УРСР і член колегії Міністерства освіти УРСР. 
У 1947 році був обраний членом-кореспондентом Академії педагогічних наук РРФСР. 

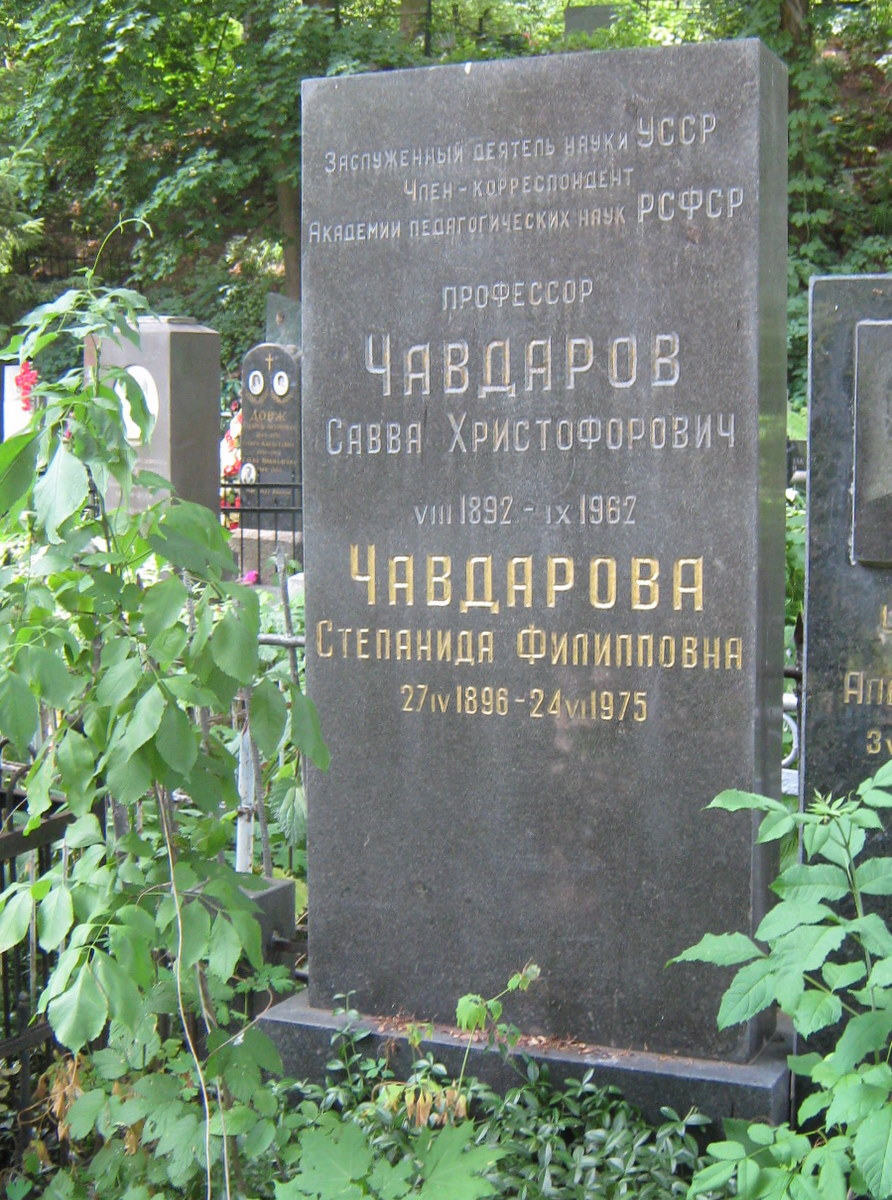
Могила Сави Чавдарова

Помер 20 вересня 1962 року. Похований в Києві на Байковому кладовищі.

## Науково-педагогічна діяльність
Наукові праці Сави Чавдарова  присвячені питанням політехнічного навчання, формування науково-матеріалістичного світогляду учнів, педагогічної майстерності вчителя тощо. Ряд праць присвятив дослідженню педагогічної спадщини К. Д. Ушинського, Т. Г. Шевченка, І. Я. Франка, Н. К. Крупської, М. І. Калініна, А. С. Макаренка, П. В. Щепкіна та роботи очолюваної ним Липецької школи.
Автор підручників з української мови для 1—4-х класів шкіл УРСР (понад 30 видань). 

###### Праці
- Методика викладання української мови в початковій школі. К., 1937;
- Методика викладання української мови (граматики і правопису) в середній школі / С. Чавдаров. — Вид. 2-ге. — Київ : Рад. шк., 1941. — 201, 2 с. [Архівовано 22 вересня 2020 у Wayback Machine.]
- Липецька школа ім. П. В. Щепкіна. К., 1939. [Архівовано 21 січня 2022 у Wayback Machine.]
- Методика викладання української мови в середній школі. К.—X., 1946;
- Принципи радянської дидактики. К., 1949;
- Педагогічні ідеї Тараса Григоровича Шевченка. К., 1953;
- Російсько-українські зв'язки у розвитку вітчизняної педагогіки. К., 1954.

## Нагороди
- Почесна Грамота Президії Верховної Ради УРСР (1959).
- Звання "Заслужений діяч науки УРСР"